# The Trail of the Law (film 1914)
The Trail of the Law è un cortometraggio muto del 1914 diretto da Gilbert P. Hamilton che era presidente e general manager della Albuquerque Film Manufacturing Company, la casa di produzione del film. Il soggetto è firmato da Dorothea Farley, interprete principale della pellicola di genere western.

## Produzione
Il film, che fu prodotto dall'Albuquerque Film Manufacturing Company, venne girato a Los Angeles.

## Distribuzione
Distribuito dalla Warner Features Company, uscì nelle sale cinematografiche USA nel febbraio 1914.